# Helmut Werheit
Helmut Werheit (* 11. April 1934; † 9. März 2025) war ein deutscher Physiker und Hochschullehrer.

## Leben
Helmut Werheit absolvierte zunächst bis 1955 eine Ausbildung zum Industriekaufmann und bestand 1958 die Abiturprüfung am Abendgymnasium Köln. Nach einem Physikstudium mit Diplom 1963 an der Universität Köln bei Johannes Jaumann über Optische Konstanten und effektive Massen freier Ladungsträger in n-dotiertem Galliumarsenid wurde er dort ebenfalls bei Jaumann 1968 mit einer Arbeit über Optische und elektrische Eigenschaften von β-rhomboedrischem Bor promoviert.
Er wechselte dann bis 1973 in die chemische Industrie, habilitierte sich 1972 an der Universität Köln in Physik und folgte 1974 einem Ruf an die damalige Universität Duisburg. Dort leitete er eine Arbeitsgruppe insbesondere zum Forschungsgebiet der Halbleiter- und Festkörpereigenschaften von Bor und borreichen Boriden. Er leitete auch 1981 den Satzungskonvent der geplanten Gesamthochschule Duisburg-Essen. Er trat 1999 in den Ruhestand.
Werheit war seit 1978 Mitglied des International Scientific Committee of Boron, Borides and Related Materials und amtierte von 1987 bis 1990 als dessen Vorsitzender.

## Publikationen
- Publikationsliste